# Триклінна сингонія

Ґрадка Браве триклінної сингонії

Триклі́нна синго́нія — тип сингонії кристалічної ґратки, в якому є лише трансляційна симетрія і в одному з кристалічних класів одна точка інверсії. Елементарна комірка для цього типу ґратки збігається з примітивною коміркою. Ґратка такого типу задається трьома базовими векторами довільної довжини, жоден із яких не перпендикулярний іншому. Триклінна сингонія — це найпростіший тип кристалічної ґратки.
У кристалах триклінної сингонії всі 3 кути між ребрами елементарного паралелепіпеда просторової ґратки косі. В них всі напрями є одиничними, і вони або зовсім не мають елементів симетрії, або в них існує лише центр симетрії (С). Константи: а ≠ в ≠ с; β ≠ α ≠ γ ≠ 90°. За елементами симетрії виділяють 2 види: 1 — моноедричний, 2 — пінакоїдальний. Приклади — плагіоклази, дистен, мідний купорос тощо. Синонім: сингонія агірна (рідко).
Позначення: S2, tr. Кристалічні класи: E, Ci = {E, J}.

## Приклади кристалів, які належать цій сингонії
- Бірюза